# Baiza Bai
Baiza Bai, född 1784, död 1863, var en indisk furstinna, regent av det indiska furstendömet Gwalior mellan 1827 och 1833.
Hon var dotter till Sakharam Ghatge, Deshmukh av Kagal. Hon gifte sig 1798 med maharajan Daulat Rao Scindia av Gwalior. Baiza Bai var välkänd för sin verksamhet som bankir, då hon från 1810-talet med stor framgång agerade finansiär och lånegivare till brittiska ostindiska kompaniet. Hon skötte sina affärer utan inblandning från sin make. 
Hon blev i sin makes testamente utsedd till statens regent efter hans död 1827. Han hade avlidit utan någon tronarvinge, men efterlämnat en önskan att britterna skulle tillåta hans änka att regera, dock utan att specificera om hon skulle vara regent eller monark. Hon tjänstgjorde som interimsregent tills britterna avgjorde problemet kring tronföljden till fördel för furst Jankoji Rao Scindia II, som fick bestiga tronen efter att ha adopterats av henne. Eftersom han var omyndig fick Baiza Bai med britternas tillstånd fortsätta regera som förmyndarregent fram till att han förklarades myndig 1833. 
Efter en konflikt med Jankoji Rao Scindia II förlorade hon britternas stöd och flydde till Agra 1834. Hon levde på sin förmögenhet liksom en brittisk pension.